# Stierva
Stierva (toponimo romancio; in tedesco Stürvis, ufficiale fino al 1943, in italiano Stirvia, desueto) è una frazione di 135 abitanti del comune svizzero di Albula, nella regione Albula (Canton Grigioni).

## Geografia fisica
Stierva è situata nella valle dell'Albula, sulla sponda sinistra. Dista 35 km da Coira, 40 km da Davos e 50 km da Sankt Moritz. Il punto più elevato del territorio è la cima del Curvér Pintg da Taspegn (2 731 m s.l.m.), sul confine con Zillis-Reischen e Surses.

## Storia

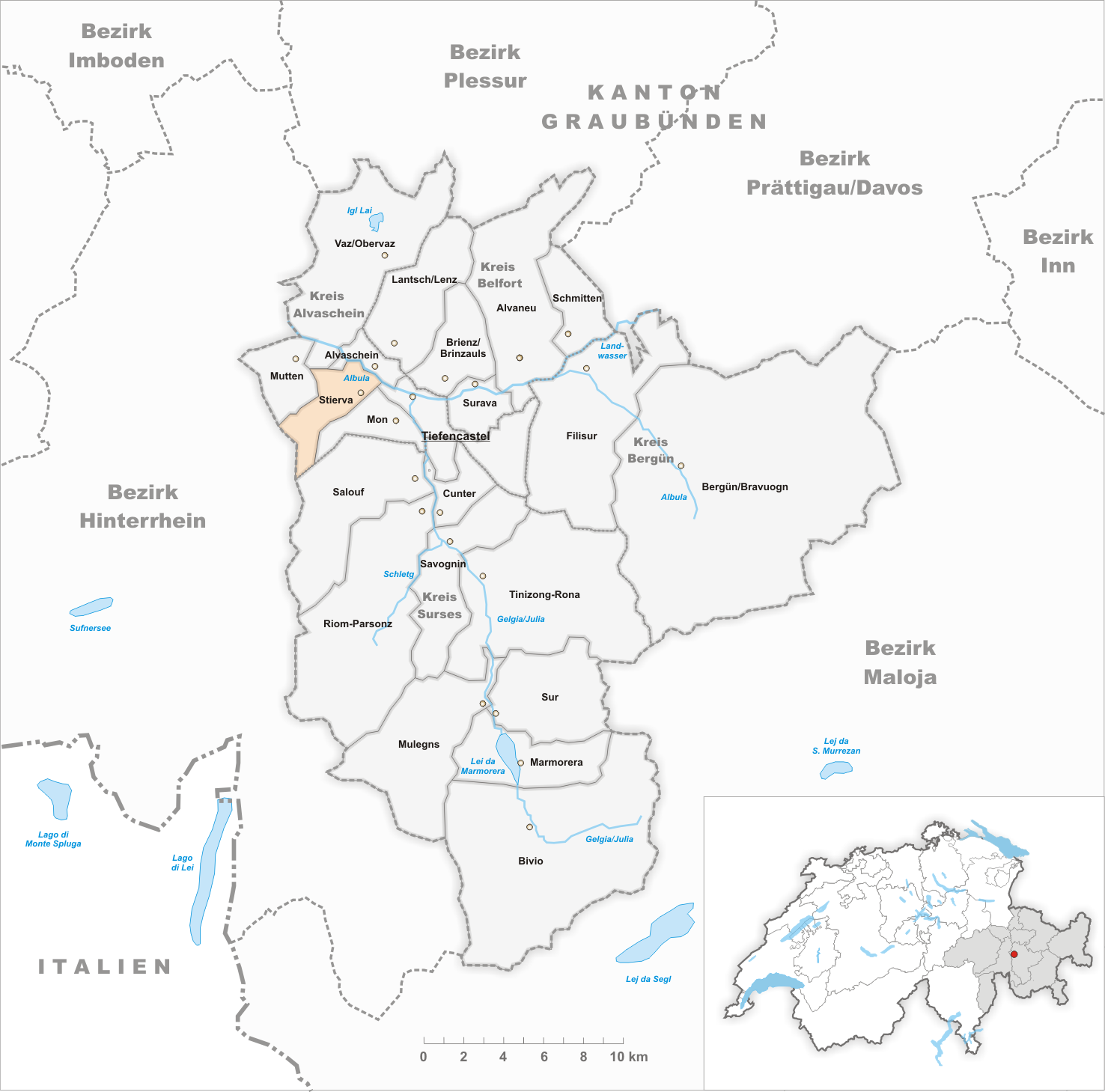
Il territorio del comune di Stierva prima degli accorpamenti comunali del 2015

Già comune autonomo che si estendeva per 10,56 km², il 1º gennaio 2015 è stato accorpato agli altri comuni soppressi di Alvaneu, Alvaschein, Brinzauls, Mon, Surava e Tiefencastel per formare il nuovo comune di Albula.

## Monumenti e luoghi d'interesse

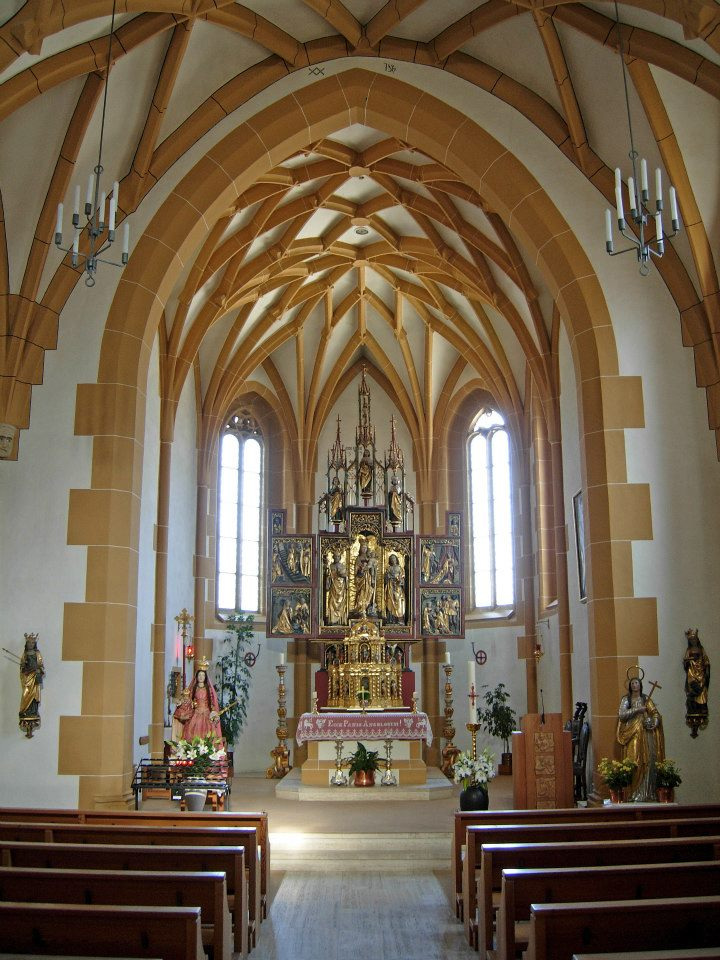
La chiesa di Santa Maria

- Chiesa cattolica di Santa Maria, attestata dall'840 e ricostruita nel 1290, nel 1357 e nel 1521[1];
- Fortezza La Tor, eretta nel 1275 dai baroni Von Vaz[1].

## Società

### Evoluzione demografica
L'evoluzione demografica è riportata nella seguente tabella:
Abitanti censiti

### Lingue e dialetti
Fino al XIX secolo la lingua prevalente era il romancio, in seguito l'uso di questo idioma è progressivamente diminuito

## Infrastrutture e trasporti
La stazione ferroviaria più vicine è Tiefencastel della Ferrovia Retica, a 6,5 km. L'uscita autostradale di Thusis, sulla A13/E43, dista 19 km.

## Amministrazione
Ogni famiglia originaria del luogo fa parte del comune patriziale che ha la responsabilità della manutenzione di ogni bene comune.